# Glycyphana nicobarica
Glycyphana nicobarica är en skalbaggsart som beskrevs av Oliver Erichson Janson 1877. Glycyphana nicobarica ingår i släktet Glycyphana och familjen Cetoniidae. Utöver nominatformen finns också underarten G. n. laotica.